# Rutger Gyllenram
Rutger Rudolfsson Gyllenram, född den 6 mars 1886 i Skövde, död den 13 september 1969 i Varberg, var en svensk militär. Han var son till Rudolf Gyllenram.
Gyllenram avlade studentexamen i Skara 1904, officersexamen 1906, studerade i Frankrike 1907–1908, vid Gymnastiska centralinstitutet 1912–1914 och vid Krigshögskolan 1915–1917. Han blev underlöjtnant vid Älvsborgs regemente 1906, löjtnant 1909, kapten 1921, major 1929, vid Norra skånska infanteriregementet 1932 och överstelöjtnant vid Dalregementet 1934. Han var chef för arméns underofficersskola 1936–1939, blev överste 1936 och sekundchef för Livgrenadjärregementet 1939. Gyllenram var inspektör för lokalförsvaret i Första militärområdet 1943–1947. Han blev riddare av Svärdsorden 1927, kommendör av andra klassen av samma orden 1939 och av första klassen 1942. Gyllenram vilar i farfaderns grav på Sankt Sigfrids kyrkogård.